# Edward Linde-Lubaszenko
Edward Linde-Lubaszenko (sinh ngày 23 tháng 8 năm 1939) là một diễn viên người Ba Lan.

## Tiểu sử
Cha ông là Julian Linde, một người Đức gốc Thụy Điển đã chạy trốn khỏi Białystok vào năm 1939. Thế nhưng, mẹ ông, vốn là một người Ba Lan, không mong muốn theo Julian Linde đến Đức. Sau đó, bà quen với Mikołaj Lubaszenko, lúc bấy giờ là một sĩ quan người Liên Xô. Bà theo Mikołaj Lubaszenko chuyển đến Arkhangelsk và tái hôn với Lubaszenko ở đó. Edward được mẹ ông và viên sĩ quan này nuôi nấng trưởng thành. Thế rồi, vào năm 18 tuổi, ông phát hiện sự thật mình là con của Julian Linde. Năm 1991, ông đổi tên thành Edward Linde-Lubaszenk.
Linde-Lubaszenko ra mắt lần đầu trước công chúng vào năm 1964 tại Nhà hát Ba Lan ở Wrocław. Trong thập niên 1960, ông theo học ngành y nhưng dần dần chuyển sang học nghệ thuật và tốt nghiệp Học viện nghệ thuật sân khấu quốc gia AST ở Kraków vào năm 1977.
Edward Linde-Lubaszenko đã trải qua bốn lần hôn nhân. Ông là cha của nam diễn viên người Ba Lan Olaf Lubaszenko và Beata Linde-Lubaszenko.